# Dartz
Dartz Motorz Company est une société privée basée en Lettonie, filiale de la société estonienne Dartz Grupa OÜ, qui conçoit, fabrique et vend des véhicules blindés de haute performance,,. La société s'est construite à partir d'une ancienne usine Russo-Balt rénovée à Riga, en Lettonie,.

## Gamme de produits
En 2009, Dartz a atteint la notoriété avec son modèle Prombron, à l'origine disponible en cuir rembourré fabriqué à partir de prépuces de pénis de baleines, que la société a ensuite abandonné l'option à la suite de la colère de certaines associations et personnalités comme Greenpeace, le World Wildlife Fund ou Pamela Anderson.
Le Prombron se déclinait en neuf modèles distincts : Iron Diamond, Iron Xtal, Monaco Red Diamond Edition, Black Dragon, Black Russian, Gold Russian, Aladeen, White Horse et Monako.
Depuis septembre 2014, la gamme se compose des Prombron Black Shark et Black Snake. Le Prombron est disponible en Sallon (berline) ou en Pullman (break), offert en empattement standard, court ou long.
En 2010, Red Sea Distribution a annoncé que le T-98 Kombat serait disponible en Amérique du Nord à partir de 225 000 $,.
En 2021, Dartz a annoncé son intention de vendre le Wuling Hongguang Mini EV sous le nom de Dartz FreZe Nikrob, avec un prix de départ dans certains pays européens aux alentours de 9 999 euros,,.